# Herbert William Conn
Herbert William Conn (né le 10 janvier 1859 à Fitchburg au Massachusetts et mort le 18 avril 1917 à Middletown au Connecticut) est un bactériologiste et éducateur américain.

## Biographie
Herbert William Conn est le fils de Reuben Rice Conn et Harriot Elizabeth. Au cours de sa jeunesse, il souffre de rhumatisme articulaire aigu et doit être retiré de l'instruction publique pour des raisons de santé. Il intègre la Cushing Academy (en), une école privée d'Ashburnham. Il fréquente par la suite l'université de Boston, où il gradue en 1881. La même année, Herbert Conn entame des études graduées à l'université Johns Hopkins. Il y obtient un PhD en 1884 avec une thèse intitulée Life-history of Thalassema, pour laquelle il reçoit le prix Walker de la Boston Society of Natural History (en). En août 1885, il se marie avec Julia M. Joel. Le couple aura 2 enfants.
Après ses études, Conn rejoint l'université Wesleyenne où il enseigne la biologie. Il devient professeur en 1887 et fonde le département de biologie de l'université. La même année, il est nommé directeur du département de zoologie du Martha's Vineyard Summer Institute. En 1889-1890, il enseigne la biologie au Trinity College[Lequel ?], puis est directeur du Cold Springs Biological Laboratory de 1890 à 1897.
En décembre 1898, il contribue à la fondation de l'American Society for Microbiology. Il en est le secrétaire pendant trois ans, puis devient son président en 1902.
En 1901, il enseigne la bactériologie au Connecticut Agricultural College. En 1905, il est désigné bactériologiste de l'État du Connecticut et contribue à organiser et diriger le State Bacteriological Laboratory. En mars 1911, le New York Milk Committee le fait membre de la National Commission on Milk Standards.
Au cours de sa carrière, Conn publie plus de 150 articles et ouvrages, dont des livres éducatifs. Il est connu pour avoir découvert que la fièvre typhoïde peut se propager par les huitres et pour son expertise dans le domaine bactériologique des produits laitiers,.

### Publications
- (it) Il metodo dell'evoluzione, Torino, Fratelli Bocca, 1907 (lire en ligne)